# Baltasar de Figueroa (el Viejo)

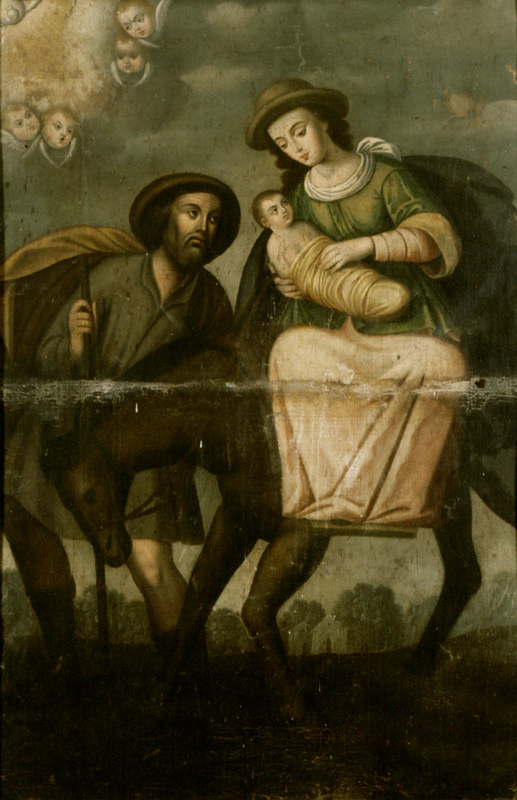
La huida a Egipto, óleo sobre lienzo, 159 x 111 cm, iglesia parroquial de Turmequé.

Baltasar de Figueroa, llamado el Viejo, fue un pintor del Reino de Nueva Granada, origen de una saga de artistas, a quien se ha identificado erróneamente con un homónimo pintor sevillano.

## Biografía
Debió de residir en Santafé de Bogotá y posteriormente en Turmequé y Mariquita. Según el genealogista Juan Flórez de Ocariz, contrajo matrimonio con doña Catalina de Saucedo, de la cual tuvo tres hijos llamados Melchor, Gaspar, nacido hacia 1594, y Bartolomé, que luego habrían de ser pintores.
Se estableció en Turmequé para trabajar en las pinturas de la iglesia en compañía de sus hijos Melchor, Gaspar y Bartolomé.
Después de enviudar habría casado en segundas nupcias con Inés de Turmeque, de quien tuvo los siguientes hijos: Juan, Marcos, Lorenzo, Andrés, Diego, estos cuatro últimos frailes, Luis (médico) e Inés. Este segundo matrimonio hubo de celebrarse después de 1640, pues en este año Gaspar de Figueroa regaló a su madre Catalina de Saucedo una esclava negra de su propiedad.
Debió de morir en Turmequé.
Se puede considerar a Baltasar de Figueroa como el iniciador de la pintura colonial neogranadina, ya que él enseñó a sus hijos los rudimentos del arte que había aprendido en España. Sus hijos y sus nietos fundaron más tarde el famoso Taller de los Figueroa en el cual se habrían de formar los grandes maestros de la Colonia.

## Obra
Las pinturas de la iglesia de Turmequé, las cuales ejecutó en compañía de sus hijos mayores. De ellas hay más de 15 telas que representan los misterios de la vida de Jesucristo, erróneamente atribuidas a Vásquez. Entre los más notables podemos mencionar: Los desposorios de la Virgen, el Nacimiento, la Purificación, la Huida a Egipto, etc.